# 山脇治右衛門
山脇 治右衛門（やまわき じうえもん、文化6年（1809年） - 明治4年2月14日（1871年4月3日））は、江戸時代末期の幕臣・軍学者・兵学者。本姓は橘氏。「治右衛門」は字で、諱は正準、号は正斎。

## 経歴
郡上藩主の青山家の家臣として、江戸藩邸で誕生した。
越後流軍学を学び、のちに講武塾を主宰、兵学を教える。文久3年（1863年）、陸軍制度取調御用掛となり、幕府軍の西洋化に関わる。慶応元年（1865年）の将軍家茂の長州征伐に従軍する。
慶応4年（1868年）、彰義隊に乞われて戦術指南を行う。山脇は上野の高地を占める彰義隊を軸に、関東一円の旗本八万騎、江戸湾に浮かぶ榎本武揚率いる幕府艦隊、奥州列藩の三者が連携をとって江戸城にいる新政府軍を包囲すれば勝算がある、と助言する。また、開戦後は夜になると上野を出て、夜襲をかけるべきとも語っていたが、彰義隊は半日で崩壊したため、このプランは実行されなかった。また、上の陥落の時は輪王寺宮を擁して逃亡して天皇をたてるという案は、東武皇帝の即位という形で結実した。
上野戦争そのものには関わらなかったようで、明治になると赦され、一時兵部省に出仕していた。

## 顕彰
青山家菩提寺の梅窓院（東京都港区南青山）に石碑が存在する。揮毫は旧主の子爵・青山幸宜。